# Machnovia
Machnovia (Махновщина, Machnovsjtsjyna, letterlijk "het bewind van Machno") was een gebied in het zuidoosten van Oekraïne, waar tussen 1918 en 1921 de samenleving gebaseerd was op het anarchisme. Dit was het resultaat van de val van het Tsarenrijk in februari 1917. 

## Ontstaan
Het Russische Rijk was al lang in verval, wat gepaard ging met hongersnoden, zoals die van 1891 met 400.000 doden. De economische omstandigheden verslechterden door de Russische deelname aan de Eerste Wereldoorlog, waarbij ze aan de kant van de geallieerden tegen Duitsland vochten. Door grote militaire nederlagen en prijsstijgingen ontstond de Februarirevolutie van 1917. De regering van de tsaar werd vervangen door een voorlopige regering.
In oktober 1917 pleegden de communisten een staatsgreep. Eenmaal aan de macht sloten de communisten een vredesverdrag met de centrale mogendheden, die toestemming kregen om Oekraïne binnen te vallen. Oekraïne werd overspoeld door Duitse en Oostenrijkse legers, die dorpen leeg plunderden en daardoor een hongersnood veroorzaakten. Er ontstond verzet, waardoor binnen de Oekraïense Staat een Machnovia ontstond waar geen regering, tsaar of bankier iets te zeggen had.

## Organisatie
De Machnovia omvatte een gebied met zeven miljoen inwoners. De Machnovia werd verdedigd door het anarchistische Zwarte Leger, dat in het begin uit 11.000 ruiters en 3.000 infanteristen bestond. Op het hoogtepunt bestond het leger uit 100.000 soldaten. Alle leidinggevenden werden democratisch gekozen en waren te allen tijde afzetbaar. De bekendste aanvoerder was de anarchist Nestor Machno. Het Zwarte Leger vocht tegen de monarchistische Witten, Duits-Oostenrijkse Legers, grootgrondbezitters van de hetman, de nationalisten van Petljoera en het communistische Rode Leger.
De Oekraïense boeren onteigenden de grootgrondbezitters, en verdeelden de landbouwgrond onder het volk. De vroegere grootgrondbezitters hielden een aantal paarden, koeien en een exemplaar van ieder landbouwwerktuig. Op de vroegere landgoederen van de grootgrondbezitters werden communes opgericht. De interne werking van de commune was gebaseerd op het anarchocommunisme. Een nieuwe commune bestond ongeveer uit 300 man en had beschikking over landbouwgrond, vee en alle benodigde werktuigen. Iedere man en vrouw werkten naar vermogen en kregen betaald naar de behoefte van hun gezin. 
Ook de bestaande dorpen begonnen hun landbouwgrond collectief te bewerken door de gehele gemeenschap. De verdeling van de goederen werd hier bepaald naar de hoeveelheid werk. Beslissingen werden genomen door de algemene vergadering van de gemeenschap. Ook waren er boeren die liever privé-eigenaar wilden worden. Zij mochten niet meer land bezitten dan dat ze met eigen handen konden bewerken. Dit komt neer op de principes van het collectief-anarchisme.
Alle gemeenschappen waren gefedereerd in districten, die met elkaar verbonden waren in regio's. Er waren periodieke congressen om de politieke, economische en militaire acties op elkaar af te stemmen. Het derde congres begon ook acties om de gezondheid van de gewonde anarchisten te verzorgen.

## Val
Nadat het Zwarte Leger met veel offers de Witten uit Oekraïne had verjaagd, werden anarchistische afgevaardigden uitgenodigd voor vredesonderhandelingen met de communisten. Eenmaal aangekomen werden de anarchisten gearresteerd en geëxecuteerd. Daarna begon het Russische Rode Leger een offensief tegen het Zwarte Leger. Op 19 augustus 1921, na negen maanden verzet, vluchtte het overblijfsel van het Zwarte Leger naar Roemenië waarna het gebied onderdeel werd van het gouvernement Zuid-Rusland en later in de Oekraïense Socialistische Sovjetrepubliek.